# Beatriu de Vermandois
Beatriu de Vermandois, nascuda vers el 880 i morta després del 931. Era filla d'Heribert I de Vermandois. Es va casar el 895 amb Robert, marquès de Nèustria, que va esdevenir rei de França el 922. Van tenir dos fills: Emma de França, casada vers el 918 amb Raül, duc de Borgonya i més endavant rei de França; Hug el Gran, duc dels Francs, pare d'Hug Capet.